# Тон (лингвистика)
Тон в лингвистике — использование высоты звука для смыслоразличения в рамках слов/морфем. Тон следует отличать от интонации, то есть изменения высоты тона на протяжении сравнительно большого речевого отрезка (высказывания или предложения). Различные тоновые единицы, имеющие смыслоразличительную функцию, могут называться тонемами (по аналогии с фонемой).
Тон, как и интонация, фонация и ударение, относится к супрасегментным, или просодическим, признакам. Носителями тона чаще всего являются гласные, но встречаются языки, где в этой роли могут выступать и согласные, чаще всего сонанты.
Тоновым, или тональным, называется язык, в котором каждый слог произносится с определённым тоном. Разновидностью тоновых языков являются также языки с музыкальным ударением, в которых один или несколько слогов в слове являются выделенными, и разные типы выделения противопоставляются тоновыми признаками.
Тоновые противопоставления могут сочетаться с фонационными (таковы многие языки Юго-Восточной Азии).

## Акустикаиартикуляция

Сонограмма тайской фразы /[kʰɔː tʰoːt kʰrap]/ «Извините» с указанием частоты основного тона. Тоны: восходящий, нисходящий, высокий ровный. В высшей точке слога /[tʰoːt]/ ЧОТ составляет 173 Гц. Небольшое повышение в конце обусловлено концом фразы

Акустическим коррелятом тона является так называемая частота основного тона (ЧОТ), определяемая как частота вибрации голосовых связок. С акустической точки зрения ЧОТ — это первая гармоника речевого сигнала. У каждого говорящего базовая частота основного тона индивидуальна и обусловлена особенностями строения гортани. В среднем для мужского голоса она составляет от 80 до 210 Гц, для женского — от 150 до 320 Гц. Частота основного тона задаёт период повторения колебаний.
Повышение ЧОТ воспринимается слушающим как повышение тона. Важно, что воспринимается в первую очередь относительная высота произнесения по сравнению со средним значением для данного говорящего: в абсолютных показателях низкий тон, произнесённый женщиной, может быть выше, чем «мужской» высокий.
В процессе произнесения звука частота основного тона может меняться, что хорошо видно на интонограммах. Возможность такого изменения обусловливает существование скользящих, или контурных тонов, однако в действительности и «ровные» тоны редко бывают идеально ровными. Это связано, в частности, с расходованием воздуха в процессе говорения: по мере того как объём воздуха под гортанью уменьшается, падает давление на голосовые связки и соответственно частота их колебания (это явление не следует путать с даундрифтом — грамматически обусловленным постепенным понижением тона в определённых условиях).
Изменение частоты основного тона не влияет на модуляции речевого сигнала, связанные с артикуляцией в надгортанных областях (например, на форманты гласных). В рамках акустической теории речеобразования это объясняется тем, что частота основного тона определяется свойствами источника звука, которые независимы от резонаторных свойств речевого тракта.

### Тон и другие гортанные признаки
Тон может взаимодействовать с другими гортанными, или ларингальными, признаками (англ. laryngeal features), то есть свойствами речевого сигнала, определяемыми особенностями движения гортани. Это в первую очередь фонация и голос. Так, низкий тон обычно связан со звонкостью, а высокий, напротив, с глухостью согласных (причём имплозивные согласные, будучи фонетически звонкими, обычно в этом отношении ведут себя подобно глухим). Во многих языках банту (к примеру, зулу) высокий тон после звонких согласных реализуется как резко восходящий (иначе говоря, участок гласного непосредственно после звонкого согласного произносится с низким тоном). В северных диалектах языка кхму противопоставляются высокий и низкий тон, а в восточных те же слоги различаются глухостью и звонкостью начального согласного, а тоновых противопоставлений не обнаруживается. Ср. следующие минимальные пары:
| Северный кхму | Восточный кхму | Перевод       |
| ------------- | -------------- | ------------- |
| púuc          | puuc           | «раздеть(ся)» |
| pùuc          | buuc           | «вино»        |

Существует несколько объяснений этого явления. Согласно одному из них, такое взаимодействие связано с разностью давления воздуха в под- и надгортанной области. При произнесении глухих согласных после размыкания связок воздух уходит наверх с большей скоростью, что благодаря эффекту Бернулли приводит к ускорению протекания воздуха через голосовые связки и более быстрому их колебанию. Однако экспериментальные исследования показывают, что в действительности при произнесении звонких и глухих согласных скорость прохода воздуха через гортань отличается незначительно и не должна оказывать столь серьёзного влияния на частоту основного тона. Другая гипотеза связывает различия в воздействии звонкости на тон с разностью в напряжении голосовых связок при произнесении звонких и глухих согласных (здесь также существует два мнения: этот эффект можно связывать с натяжением связок в горизонтальной или вертикальной плоскости). Отмечено также, что придыхательная фонация (breathy voice) приводит к понижению частоты основного тона (например, в хинди и — исторически — в панджаби), а имплозивные согласные повышают основной тон.

## Тоновые системы
Кеннет Пайк ввёл различение языков с контурными и регистровыми (ровными) тонами. Регистровые тоны характерны, например, для многих языков Африки, но встречаются они и в других регионах. Весьма распространены системы с двумя тоновыми уровнями: высоким и низким. Нередки и трёхуровневые системы. Максимальное число тоновых уровней, засвидетельствованное в языках мира, — 5; такие системы есть в языках манде и мяо-яо (так, пять ровных тонов описано для языка чёрных мяо). В качестве примера трехчленной регистровой системы можно привести каренский язык (Мьянма): [tə́] «один», [tə̀] «муравей», [tə] «ложка».
Регистровым тонам противопоставляются контурные, то есть такие, где частота тона меняется в ходе произнесения гласного. Обычно в качестве примера приводят китайский язык, различающий высокий ровный, восходящий, нисходяще-восходящий и резко нисходящий тоны (а также «нейтральный»). В рамках одного языка несколько контурных тонов могут сочетаться с регистровыми (как в том же китайском или тайском). Такие «смешанные» системы встречаются достаточно часто, что заставляет некоторых учёных рассматривать регистровые тоны как частный случай контурных. Например, в рамках автосегментной фонологии нисходящий тон рассматривается как реализация на одном гласном двух тональных элементов: H и L — а ровный высокий — как реализация последовательности HH.
Регистровые и контурные противопоставления могут совмещаться с нетоновыми признаками, например с фонацией. Так, во вьетнамском языке выделяют шесть «тонов», то есть типов слогов:
- высокий ровный (ma «призрак»);
- нисходящий плавный: падение тона со среднего на низкий уровень (mà «который»);
- нисходяще-восходящий: падение со среднего на низкий и подъём до высокого; долгота гласного, придыхательная фонация (mã «лошадь»);
- восходяще-нисходящий: в среднем регистре; может сопровождаться гортанной смычкой на тональном переломе (mả «могила»);
- восходящий: в высоком регистре, часто сопровождается гортанной смычкой (má «мама»);
- резко нисходящий: быстрое падение с высокого на низкий, ларингализация, часто краткость гласного (mạ «рисовый побег»).

В других языках движение тона может сочетаться с придыхательной фонацией, фарингализацией и другими просодическими явлениями. Известны системы с очень большим числом подобных противопоставлений: так, в лунмо и цзунди (семья мяо-яо) засвидетельствованы 12 типов слогов.
Иногда корреляция тоновых и нетоновых признаков настолько близка, что не вполне ясно, какой признак является смыслоразличительным. Так, например, считается, что в мон-кхмерских языках тоны отсутствуют, а фонетические различия по частоте основного тона связаны с фонационными противопоставлениями. В то же время во многих традиционно тоновых языках (например, бирманском) каждый тон влечёт определённый тип фонации.
| основные тоны   | ① shī [ʂɨ˥] ·                  | ② shí [ʂɨ˧˥] ·                     | ③ shǐ [ʂɨ˨˩˨] ·                | ④ shì [ʂɨ˥˨] ·                |
| нейтральный тон | после ① · zhīshi [ʈ͡ʂɨ˥ ʂɨ˦˩] · | после ② · liángshi [li̯ɑŋ˧˥ ʂɨ˥˨] · | после ③ · běnshi [pən˨˩ ʂɨ˧] · | после ④ · gùshi [ku˥˧ ʂɨ˨˩] · |

## Тон и музыкальное ударение
Тон тесно связан с системами музыкального ударения. Фонетические механизмы музыкального ударения весьма похожи на тоновые и часто (но не всегда) связаны с теми же акустическими противопоставлениями (частота основного тона и её изменение, фонация). Главное отличие языков с музыкальным ударением от тоновых заключается в том, что в первых тональные противопоставления реализуются не на всех слогах, а только на «выделенных» (то есть ударных). Так, в шведском и норвежском языках противопоставление двух типов ударения (восходящего и нисходяще-восходящего, причём во втором типе восходящий тон реализуется на заударном слоге) действует только в главноударных слогах, в прочих слогах никаких тоновых противопоставлений нет.
Обычно системы музыкального ударения развиваются из тоновых по мере стирания тоновых различий в невыделенных слогах.

## Распространение тонов
По некоторым оценкам, контрастивные тоны существуют примерно в половине всех языков мира. Контурные системы обычно встречаются в слоговых языках (то есть таких, где граница морфемы в общем случае совпадает со слоговой границей), а для неслоговых языков более характерны регистровые тоны.
- Некоторые сино-тибетские языки, включая все китайские языки и диалекты, многие тибетские и бирманский. В сино-тибетской семье многие языки не имеют тонов (например, неварский). Пра-синотибетский не имел тонов, они развились в отдельных ветвях самостоятельно за последние 2 тысячи лет[17].
- Среди австроазиатских языков хорошо развитые тоновые системы засвидетельствованы во вьет-мыонгской ветви (включая вьетнамский). В мон-кхмерских языках и мунда тонов нет.
- Тайско-кадайские языки и языки мяо-яо имеют хорошо развитые тоновые системы.
- Тон засвидетельствован во многих афразийских языках, в частности кушитских и омотских, а также чадских (например, хауса).
- Большинство нигеро-конголезских языков имеют тоны (среди известных исключений — суахили, волоф, в семье манде единственное исключение — северо-западный гвинейский диалект ялонке[18]).
- Контурные тоны засвидетельствованы в койсанских языках.
- Тоны описаны для многих нило-сахарских языков.
- Чуть более половины атабаскских языков имеют тоны (например, навахо).
- Тоны есть в большинстве ото-мангских языков.
- Тоновые системы засвидетельствованы в семье кайова-тано.
- Тоновым является ирокезский язык чероки[19].
- Описаны тоновые системы для отдельных языков бассейна Амазонки и Новой Гвинеи (папуасские языки, как например абау).
- Некоторые креольские языки — например, сарамакка — также имеют тоновые системы, что связано с их африканским субстратом.
- Дискуссионен вопрос о наличии тонов в енисейских языках.
- Тоны были обнаружены в уральских языках[20].
- Среди индоевропейских языков тоновые встречаются редко: так, система тонов есть в панджаби и некоторых диалектах бенгальского. Музыкальное ударение среди них несколько более распространено (словенский, сербохорватский, литовский, древнегреческий, шведский, норвежский, лимбургский).
- Три тона (высокий, восходящий и нисходящий) присутствовали в среднекорейском языке, но были в основном утрачены к XVI в.[21]

## Тоногенез
Появление тонов обычно связано с фонологизацией тоновых явлений, связанных с взаимодействием тона и ларингальных признаков согласных сегментов, позже исчезнувших и/или изменивших свою признаковую структуру. Так, например, язык может, потеряв противопоставление звонких и глухих согласных, сохранить разные тоны после их рефлексов (нечто подобное произошло в истории китайского и вьетнамского языков). В среднекитайском языке, в свою очередь, было три тона, восходящих к взаимодействию тона и древнекитайских [ʔ], [s].
Тон часто является ареальной чертой: так, тоновые системы появляются в Юго-Восточной Азии в генетически не связанных языках (или в родственных языках, но независимо друг от друга). В частности, полагают, что в китайском языке тон появился под воздействием субстрата (возможно, мяо-яо). Под влиянием контакта с соседними языками тоны приобрели чамские языки.
Ещё один путь появления тонов связан с утратой долготы гласных и/или других сегментов. Например, в шайеннском языке праалгонкинские долгие гласные отражаются как краткие с высоким тоном, а праалгонкинские краткие — как краткие с низким.
Дискуссионным является вопрос о тоногенезе в языках Африки. Так, тоны в омотских и кушитских языках не имеют соответствий в других афразийских языках и, видимо, должны рассматриваться как поздняя инновация, имеющая ареальное происхождение. Для нигеро-конголезских языков, напротив, тоны, вероятно, должны рассматриваться как исконное явление (например, прабанту реконструируется как тоновый язык), но полной реконструкции до сих пор не предложено.
Вопросам тоногенеза посвящена известная статья «Phonetic Explanations for the Development of Tones» „Фонетические объяснения для развития тонов“.

## Грамматическое и лексическое значения тонов
В большинстве языков единственная функция тонов — противопоставление различных лексических единиц, имеющих одинаковый сегментный состав. Ср. следующий пример на классическом китайском языке вэньянь: 施氏食獅史, читается как Shī shì shí shī shǐ «История про то, как человек по фамилии Ши поедал львов» (стихотворение написано в шутку, многие односложные слова вэньяня и древнекитайского языка, в том числе содержащиеся в этом заголовке, в современном китайском языке употребляются только в составе двусложных и многосложных слов, следует также учесть, что в древнекитайском приведенные слоги читались по-другому и не обязательно были омофонами).
Тем не менее в языках мира встречаются и чередования тонов. Некоторые из них являются чисто морфонологическими, то есть незначащими, однако в некоторых языках они могут выражать более или менее грамматикализованные значения. Так, во многих языках банту (шона, гереро, свати и др.) первый слог большинства имён несёт низкий тон. Если же поменять его на высокий (и провести соответствующие чередования), словоформа является уже не существительным со значением «X», а предложением со значением «Это X», например в шона mukádzí «женщина», múkadzi «это женщина», в гереро òtjìhávérò «стул», ótjìhávérò «это стул». В китайских диалектах существуют чередования как первого, так и второго типа.
В языках банту тон может выражать и другие значения: например, во многих языках существуют системы так называемых «тоновых падежей» (например, в гереро или мбунду существует по три тоновых падежа в дополнение к предикативной форме с начальным высоким тоном). Тоновые падежи не являются падежами в собственном смысле этого слова, однако во многом эти категории пересекаются. Существуют и более сложные системы (например, в кваньяма или языках зоны B, где тоновых форм у имён существенно больше и где они служат для выражения различных прагматических значений).
Засвидетельствованы и чередования тонов, обусловленные взаимодействием с соседними тоновыми элементами. Таковы тоновые сандхи (по аналогии с обычными сандхи) в китайских диалектах: например, в пекинском китайском в последовательности двух нисходяще-восходящих тонов первый из них меняется на восходящий. Ещё один распространённый тип такового сандхиального чередования — даунстеп: явление, при котором высокий тон после низкого реализуется несколько ниже, чем ожидается. Даунстеп может иметь и грамматическое значение: например, в тив (семья банту) даунстеп высокого тона в первом слоге обязателен в форме хабитуалиса прошедшего времени (хотя никакого низкого тона перед этим высоким нет).
Все эти явления сыграли большую роль в истории фонологии: для их описания требуется представлять тоны как единицы отдельного уровня, не связанные с конкретными сегментами. Такой подход оказался весьма влиятельным, положив начало автосегментной фонологии, но активно используется и в других теориях (например, в теории оптимальности).

## Обозначение на письме
Во многих письменностях существуют особые способы отображения тонов. Например, в бирманской или тайской письменностях используются весьма сложные правила соотнесения графем и тонов. В широко используемой системе романизации для языка белых мяо тоны обозначаются латинскими буквами в конце слога. Например, самоназвание мяо — хмонг — записывается как hmoob. Удвоение гласной означает наличие в конце слога звука [ŋ], а буква -b — сверхвысокий ровный тон, играя тем самым роль диакритики.
В научных статьях тоны часто обозначают цифрами (обычно 1 — сверхнизкий тон, а 5 — сверхвысокий; в описании языков Месоамерики и Африки встречается и «перевёрнутая» шкала). Регистровые тоны обозначаются удвоением, а контурные — последовательностью цифр, указывающих на изменение частоты основного тона. Так, китайский «первый тон» (высокий ровный) обозначается как 55, а «третий» — как 214. Такое употребление может встречаться и в практических орфографиях для младописьменных языков.
Зачастую тоны обозначаются диакритическими знаками. Обычно высокий тон обозначается акутом, низкий — грависом, средний — макроном. Соответственно, восходящий тон пишется как комбинация знаков низкого и высокого тона — карон, нисходящий — напротив, как циркумфлекс. Существуют и другие комбинации этих знаков (например для тона, восходящего со среднего уровня на высокий, употребляется комбинация макрона и акута). Эти обозначения также встречаются в практических орфографиях (см. вьетнамские примеры выше, пиньинь или навахо). Сверхвысокий и сверхнизкий тоны при необходимости могут обозначаться удвоением акута или макрона.
В алфавите МФА существуют специальные символы для регистровых тонов, состоящие из вертикальной черты и отметки, показывающей относительную высоту тона. Контурные тоны обозначаются либо как последовательность этих символов, либо с помощью кривой, приписанной к той же вертикальной черте. Допускается также использование описанных выше надстрочных диакритик. В стандарте Юникод символы регистровых тонов МФА входят в блок Модифицирующие символы: ˥ (сверхвысокий), ˦ (высокий), ˧ (средний), ˨ (низкий), ˩ (сверхнизкий); и являются комбинируемыми. Таким образом, при последовательном наборе символов ˨, ˩, ˦ для указания контурного тона (первый вариант) они сами собой соединяются в единый знак ˨˩˦ (второй вариант) в случае, если используемый шрифт поддерживает такую функцию (например, формат OpenType). В стандарте Юникод также есть блок Символы изменения тона, который содержит тональные обозначения для китайской, чинантекской, африканской и других фонетических транскрипций, несколько отличных от МФА.